# Henrik den Ottendes privatliv
Henrik den Ottendes privatliv (originaltitel The Private Life of Henry VIII er en britisk biografisk dramakomediefilm fra 1933. Filmen er instrueret af Alexander Korda og har Charles Laughton i hovedrollen som Henrik 8. af England. Manuskriptet blev skrevet af Lajos Bíró og Arthur Wimperis og handler om Henrik 8.s ægteskaber. Filmen var den første film udenfor Hollywood der vandt en Oscar, da Laughton vandt en Oscar for bedste mandlige hovedrolle i 1934. Det var også den første britiske produktion der blev nomineret til en Oscar for bedste film.